# Säytsijärvi
Säytsijärvi eller Skiesjävri är en sjö i Finland. Den ligger i kommunen Enare i landskapet Lappland, i den norra delen av landet, 1 000 km norr om huvudstaden Helsingfors. Säytsijärvi ligger 219,8 meter över havet. Arean är 5,93 kvadratkilometer och strandlinjen är 44,52 kilometer lång. Sjön  ingår i Pasvik älvs huvudavrinningsområde.   Omgivningarna runt Säytsijärvi är i huvudsak ett öppet busklandskap.